# 14008 Toniscarmato
14008 Toniscarmato eller 1993 TD17 är en asteroid i huvudbältet som upptäcktes den 9 oktober 1993 av den belgiske astronomen Eric W. Elst vid La Silla-observatoriet. Den är uppkallad efter Antonio Scarmato.
Asteroiden har en diameter på ungefär 6 kilometer och den tillhör asteroidgruppen Astrid.